# Windmotor Nistelrode
De windmotor Nistelrode is een Amerikaanse windmotor of roosmolen, die in 1989 is geplaatst in Nistelrode, in de Noord-Brabantse gemeente Bernheze. Hij stond tot 2010 op het terrein van de eigenaar, die hem gebruikte om elektriciteit mee op te wekken. Oorspronkelijk komt deze molen uit het Friese Sint Nicolaasga, waar hij als poldermolen werd gebruikt.
Inmiddels is deze windmotor afgebroken en in het Friese Sloten weer opgebouwd.